# Dół przedni czaszki
Dół przedni czaszki (łac. fossa cranii anterior) – w anatomii człowieka część czaszki ograniczona od tyłu, czyli od dołu środkowego przez tylne brzegi skrzydeł mniejszych kości klinowej oraz przez przebiegający pomiędzy nimi brzeg bruzdy przedskrzyżowania wzrokowego kości klinowej. Ku przodowi dół przedni przechodzi w łuskę kości czołowej. Dno dołu przedniego stanowią: części oczodołowe kości czołowej, blaszka sitowa kości sitowej oraz skrzydła mniejsze i łęk skrzydłowy kości klinowej.
Zawartość dołu przedniego stanowią przede wszystkim płaty czołowe mózgu (wraz z rogami przednimi komór bocznych), a także m.in. pierwsza para nerwów czaszkowych – nerwy węchowe, które w postaci nici węchowych przechodzą przez otwory blaszki sitowej kości sitowej do jamy nosowej. Oprócz mózgowia w dole przednim znajdują się też opony mózgowe: twarda, podpajęcza i miękka oraz naczynia tętnicze i żylne, tkanka łączna i płyn mózgowo-rdzeniowy. Płaty czołowe stanowią przednią część półkul mózgowych i między innymi zawierają ośrodki motoryczne – w zakręcie przedśrodkowym, gdzie rozpoczynają się drogi ruchowe piramidowe. W płacie czołowym półkuli dominującej znajduje się też ruchowy ośrodek mowy (Broca).
Podczas urazu głowy dojść może do złamania dołu przedniego czaszki, którego konsekwencją może być wyciek płynu mózgowo-rdzeniowego do jamy nosowej, co grozi przejściem bakterii do przestrzeni podpajęczynówkowej z następowym zapaleniem opon mózgowo-rdzeniowych.
Przedni dół czaszki, w którym znajdują się płaty czołowe, odgrywa ważną rolę w rozwoju płodowym mózgu. Nieprawidłowości w tym obszarze mogą prowadzić do upośledzenia umysłowego i mózgowego porażenia dziecięcego. Podczas rozwoju prenatalnego kąt podstawy czaszki — utworzony między punktami nasion i basion — zmienia się w istotnym zakresie. Kąt ten jest przydatny w ocenie zarówno prawidłowego, jak i patologicznego rozwoju .